# Duque da Normandia
Duque da Normandia era o título dado ao governante do Ducado da Normandia, no noroeste da França, que tem suas origens no Condado de Ruão, um feudo criado em 911 pelo rei Carlos III de França para Rollo, um nobre norueguês e líder escandinavo.
Em 1066, o duque em exercício, Guilherme, o Bastardo, conquistou a Inglaterra e se coroou Guilherme I, "o Conquistador". Desde então o rei inglês se tornou o detentor do título de Duque da Normandia, até que os franceses retomaram a região do Rei John em 1204. O filho deste, Henrique III, renunciou ao título pelo Tratado de Paris (1259).
Desde então o ducado da Normandia passou a ser um domínio da monarquia francesa. A Casa de Valois passou então o título de duque deste território para o herdeiro aparente do trono francês, até ser mudado para o título de Delfim.

## Rollo, o Viking

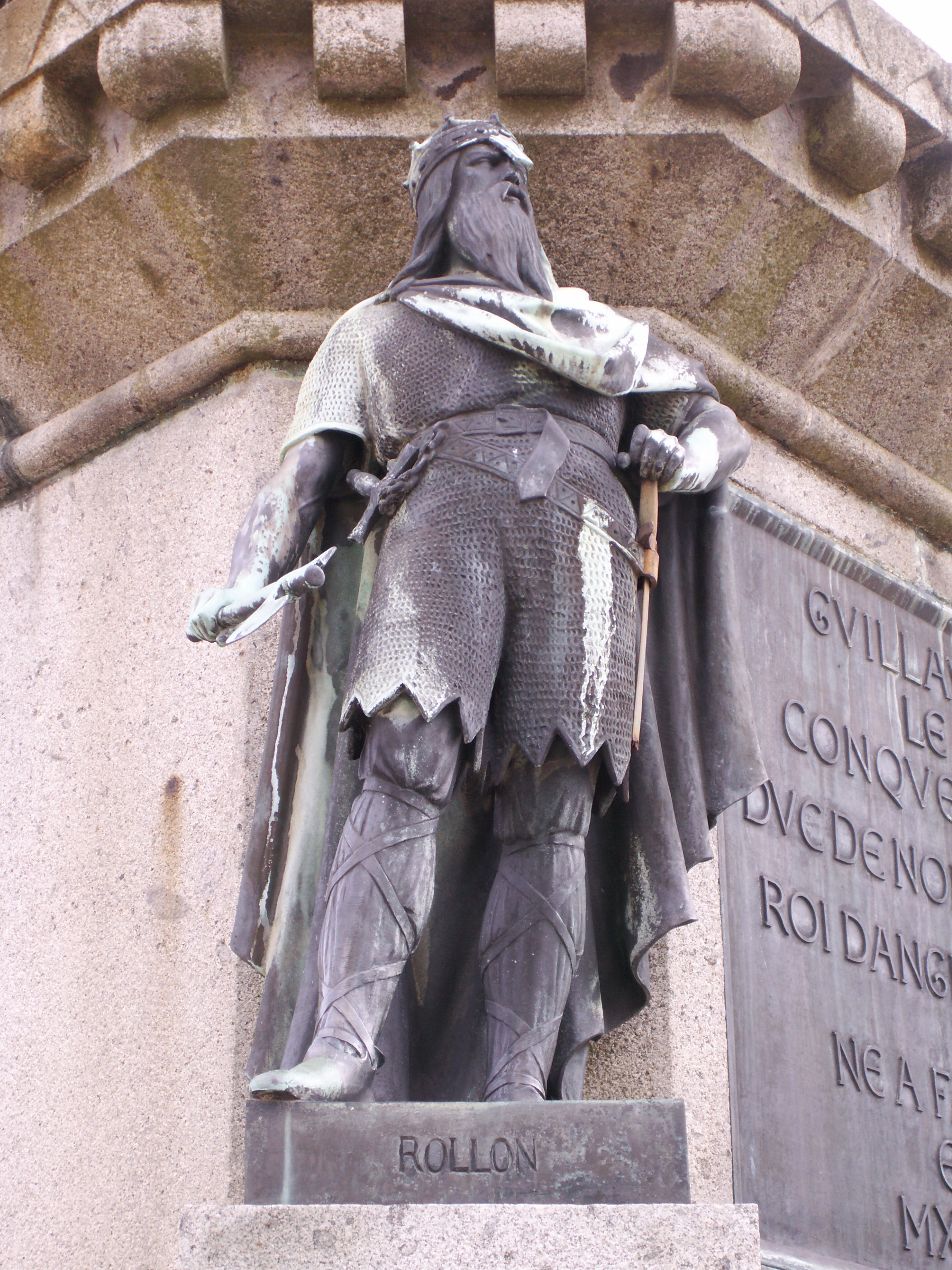
Estátua de Rollo

O Ducado da Normandia foi criado em 911 pelo líder Viking Rollo da Normandia.
Depois de participar de muitas incursões Vikings ao longo do Sena, que culminaram com o cerco de Paris em 886, Rollo foi finalmente derrotado pelo rei Carlos, o Simples. Com o Tratado de Saint-Clair-sur-Epte, Rollo aceitou ser o sucessor ao trono do rei Carlos III de França, sendo convertido para Cristianismo e batizado com o nome de Roberto. Carlos então concedeu a Rollo territórios perto de Rouen, que veio a ser chamado mais tarde da Normandia deNortmann (do latin Normanni).
Rollo e seus sucessores imediatos eram denominados condes da Normandia. Algumas fontes medievais mais tarde se referiram a eles pelo título de dux, palavra latina da qual a palavra portuguesa "duque" é derivada, no entanto, o descendente de Rollo, Ricardo II foi o primeiro a seguramente ser denominado "Duque da Normandia".
Apesar de alguns títulos terem sido utilizados alternadamente durante este período, o título de "Duque" era tipicamente reservado para o posto mais alto da nobreza feudal - tanto aqueles que haviam recebido a homenagem diretamente dos reis, ou para aqueles que eram soberanos independentes (principalmente diferenciado de reis por não possuírem duques como vassalos).

## Guilherme, o Conquistador
Guilherme, o Conquistador adicionou o Reino da Inglaterra ao seu reino após a Conquista normanda da Inglaterra em 1066. Isto criou uma situação problemática uma vez que Guilherme e seus descendentes eram reis na Inglaterra, mas um vassalo do rei da França. Grande parte da disputa que mais tarde surgiu em torno do título de Duque da Normandia (bem como outros títulos franceses ducais durante o Período Angevino), provinham desta situação aparentemente irreconciliável.

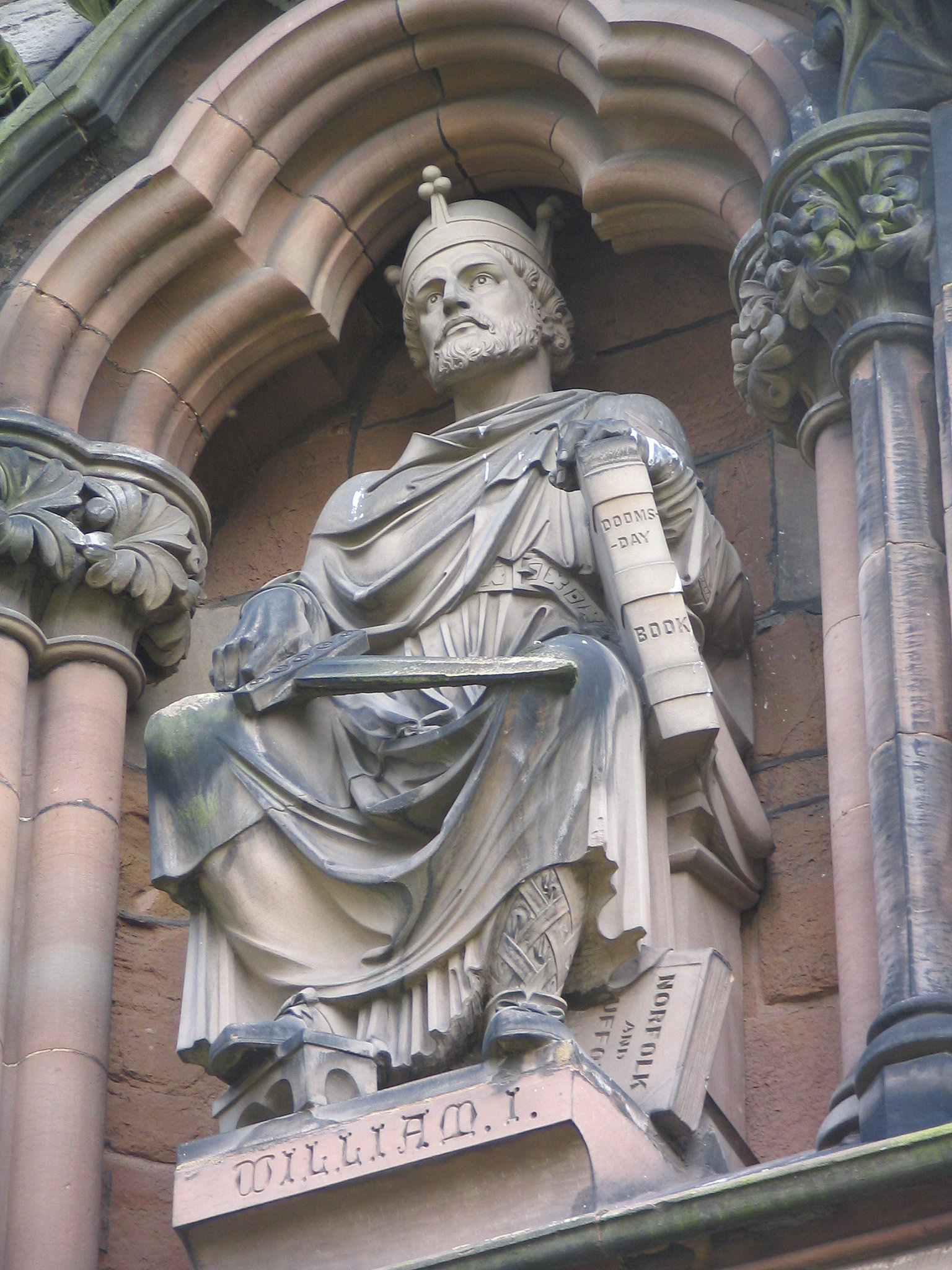
Guilherme, o Conquistador.

Após a morte de Guilherme, o Conquistador, seu filho mais velho, Roberto, tornou-se duque da Normandia, enquanto um filho mais novo de Guilherme, Guilherme, o Vermelho, tornou-se Rei da Inglaterra. Após a morte de Guilherme, pois era sucessor de Guilherme II e porque ele havia deposto Roberto em 1106, o irmão mais novo Roberto e Guilherme, Henrique I, reivindicou os dois títulos, Duque da Normandia e Rei da Inglaterra, unindo-os em um só.

## Contenda
Em 1204, o rei Filipe II de França confiscou o Ducado da Normandia, na época em posse do rei João de Inglaterra, e os alocando à propriedade da coroa francesa. Apenas as Ilhas do Canal permaneceram sob o controle de João. Em 1259, Henrique III de Inglaterra reconheceu a legalidade da possessão francesa da Normandia continental sob o Tratado de Paris.
Monarcas ingleses fizeram diversas tentativas subsequentes para recuperar suas antigas possessões continentais, particularmente durante a Guerra dos Cem Anos, e até mesmo reivindicações do trono francês.
Com o Tratado de Troyes em 1420, Henrique V de Inglaterra temporariamente recuperou todos os territórios anteriormente detidos pelos Plantagenetas, incluindo a Normandia, e foi feito regente e herdeiro do trono da França. Seu filho, Henrique VI herdou ambos os reinos em 1422 e posteriormente os monarcas ingleses foram estilizados como “Rei da França”. Incluíram também o real brasão de armas da França na lista de brasões reais ingleses, mesmo depois de terem perdido tais possessões francesas (com exceção de Calais) após 1450.
Reivindicações britânicas ao trono da França entre outras reivindicações francesas não foram formalmente abandonadas até 1801, quando Jorge III e o Parlamento, na lei do Ato de União, juntou o Reino da Grã-Bretanha com o Reino da Irlanda e aproveitou para abandonar a alegação obsoleta sob direitos na França. Por esse tempo, a monarquia francesa tinha sido derrubada em 1792 com a criação da República Francesa. A Revolução Francesa também pôs fim ao Ducado da Normandia como uma entidade política, já que foi substituída por vários départements.

## Ilhas do Canal
Embora a monarquia britânica afirme que renunciou a Normandia continental e outras reivindicações francesas em 1801, as Ilhas do Canal (exceto Chausey ainda sob soberania francesa) permanecem como dependências da Coroa do Reino Unido. Ao contrário da Ilha de Man, as ilhas não têm nenhum título específico que lhes digam respeito. O Brinde Leal nas Ilhas do Canal é La Reine, notre Duc ou 'A Rainha, o nosso Duque' (ou quando o monarca é do sexo masculino, O Rei, o nosso Duque).
Segundo o site oficial da monarquia britânica, "Nas Ilhas do Canal a Rainha é conhecida como O duque da Normandia. Nas funções oficiais, os ilhéus levantam o brinde leal ao O Duque da Normandia, nossa Rainha ". O site continua a dizer que "Em 1106, o filho mais novo de Guilherme, Henrique I retirou o Ducado da Normandia de seu irmão Roberto e, desde aquela época, o soberano inglês sempre foi o título como Duque da Normandia ... Apesar de as ilhas hoje manterem autonomia de governo, eles devem fidelidade à Rainha em seu papel como Duque da Normandia. "

## Lista de Duques da Normandia

Árvore da família dos primeiros Duques da Normandia e reis normandos de Inglaterra

Reis britânicos indicados por asterisco(*)

### Primeiros Duques da Normandia (911-1204)
- Rollo 911-927
- Guilherme Espada-Longa 927-942
- Ricardo I 942-996
- Ricardo II, o Bom 996-1027
- Ricardo III 1027
- Roberto I, o Magnífico 1027-1035
- Guilherme, o Conquistador II * 1035-1087
- Roberto II Curthose 1087-1106
  - Guilherme Rufo * como regente 1096-1100
  - Guilherme Clito como demandante 1106-1134
- Henrique I Beauclerk * 1106-1135
  - Guilherme Adelino
- Estevão de Blois * 1135-1144

Casa de Plantageneta
- Godofredo Plantageneta 1144-1150
- Henrique II * 1150-1189
  - Henrique o Jovem * como duque júnior 1170-1183 [2]
- Ricardo Coração de Leão IV * 1189-1199
- João Sem-Terra I * 1199-1216, perdeu a Normandia no continente em 1204, mas manteve as Ilhas do Canal
- Henrique III * 1216-1259, renunciou a Normandia continental por tratado

### Duques da Normandia (1204-1792)
Em 1204, o rei da França confiscou o Ducado da Normandia (exceto as Ilhas do Canal) e os colocou como propriedade da Coroa da França. A partir daí, o título ducal foi usado por vários príncipes franceses.
Em 1332, o Rei Filipe VI de França deu ao Ducado para seu filho João, que se tornou João II em 1350. Ele, por sua vez deu o ducado em apanágio à seu filho Carlos, que se tornou rei  Carlos V em 1364. Em 1465, Luís XI deu o ducado a seu irmão Carlos de Valois; e quando este morreu em 1472, o ducado foi novamente retomado permanentemente pela coroa.